# داستان ارواح
داستان ارواح (انگلیسی: Ghost story) داستان یا درامی است که یک روح یا شبح عنصری از داستان است، یا شخصیت‌های داستان به روح اعتقاد دارند. «روح» ممکن است به خواست خود ظاهر شود، یا با جادو احضار شود. در داستان یک ایده تسخیرشدگی وجود دارد، که در آن یک موجود فراطبیعی به مکان، شیء یا شخصی گره خورده‌است. داستان‌های ارواح معمولاً شبح‌ها را تصویر می‌کنند.
داستان‌های ارواح اغلب برای ترساندن ساخته شده‌اند، اما برای اهداف دیگری مانند کمدی و داستان‌های اخلاقی هم نوشته می‌شوند. ارواح اغلب در روایت به‌عنوان نگهبان یا پیامبر آینده ظاهر می‌شوند.